# King's Quest II: Romancing the Throne
King's Quest II: Romancing the Throne (En español La búsqueda del rey II: Romance en el trono) es la segunda entrega de la saga de aventuras gráficas King's Quest, creada por Roberta Williams para Sierra Online y estrenada en el año 1985. Al igual que la primera, fue estrenada originalmente para el fallido IBM PCjr, y después conoció varias versiones, entre otras PC, Macintosh, Apple II, Amiga y Atari ST.

## Argumento
Ha pasado el tiempo, y el Rey Graham gobierna Daventry con justicia y sabiduría. Sin embargo, le embarga la soledad y el deseo de encontrar un amor y perpetuar su estirpe. Mientras tiene estos pensamientos, el espejo mágico brilla y le muestra el rostro de una mujer atrapada en una torre de marfil, de la cual se enamora instantáneamente. Decidido a rescatarla, viaja hasta el reino de Kolyma, donde deberá encontrar tres llaves que abren las tres puertas que conducen al mundo donde la bruja Kolyma encerró a la mujer, de nombre Valanice. Por el camino deberá viajar por tierra, mar y aire, e incluso a través de la muerte.

## Sistema de control
Al igual que su predecesor, King's Quest II está basado en el parser AGI, sin demasiadas novedades gráficas respecto a la primera entrega. Seguía manteniendo una resolución de 160x200, sin uso de ratón y con una combinación de movimiento con los cursores con introducción de órdenes a través del teclado.